# یاسوشی میاکه
یاسوشی میاکه (انگلیسی: Yasushi Miyake؛ زادهٔ ۲۶ فوریهٔ ۱۹۷۴) کشتی‌گیر اهل ژاپن بود.